# 石门农垦场

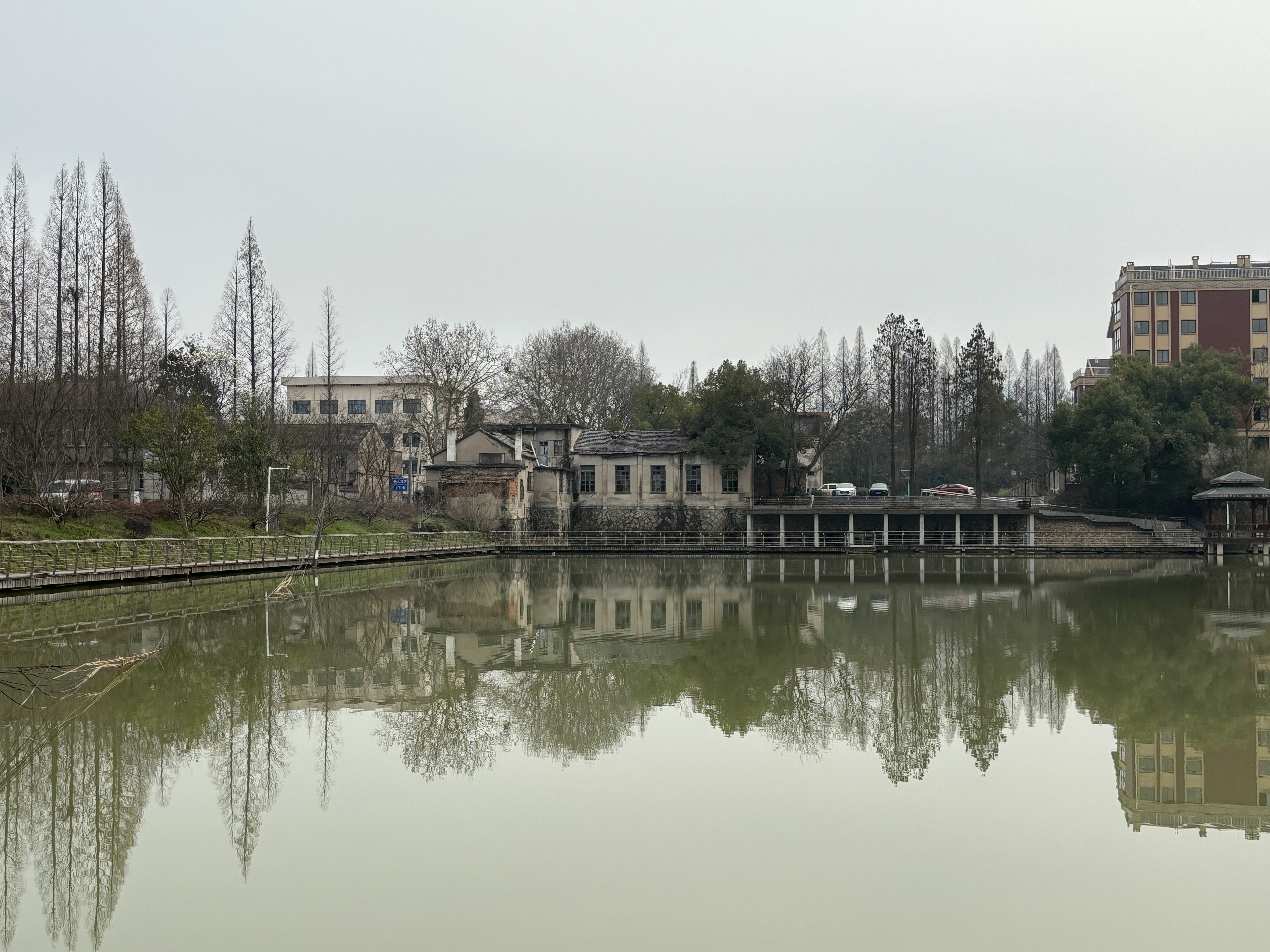
农场主街

石门农垦场是位于中华人民共和国浙江省金华市的国营农场，农场位于金衢盆地和金华南山北侧间的丘陵地带，浙江省最大也是最早的农垦场。农场面积24平方公里，已开垦出7357亩粮田、5050亩茶园、3000多亩林地、410亩水面。农垦场初名金华专署石门农林牧试验场，创立于1955年7月1日，设有12个大队，劳动力主要来自衢县、杭州、上海周边城市的知青；之后为解决以男性为主的垦荒队员的婚姻问题，农场从经济困难的东阳农村招来一批女性采茶工人。1961年9月，原属金华县雅畈公社清湖管理区（现苏孟乡）的下田、三瑞堂、朱店、楼司、山下、后尘、新楼与临江公社长山管理区（现长山乡）的南塘共8个大队划归石门农垦场，1962年由于新安江水库建设，又从淳安县迁入2个大队:40。
1981年改称金华地区石门农垦场，设22个大队:40。1985年，石门农场拥有36个建制单位，总人口3049人，其中在职干部、职工1642人，年销售收入1596.81万元人民币；下设农茶、工业、建筑、供销服务四个公司，其中工业公司下设制药厂、茶厂、机械厂、食品厂、安瓶厂、淀粉厂、车队；建筑公司有三个施工队、水电安装队、水泥预制厂、木材加工厂、家具装潢厂；农场有自己的小学、初中、高中、职高、医院等社会职能单位。在金华市区投资新建“双溪饭店”六层大楼，在天津投资开设“先得月”饭庄。
农场于1990年代后逐渐衰落。1994年并入苏孟乡:92，2007年以原石门农垦场辖区成立定业新村社区。2015年，金华市农业局以环保为由关停了农场内的一些规模养殖场。根据2020年人口普查，定业新村户籍人数1254人，其中60周岁以下仅507人。

## 再开发

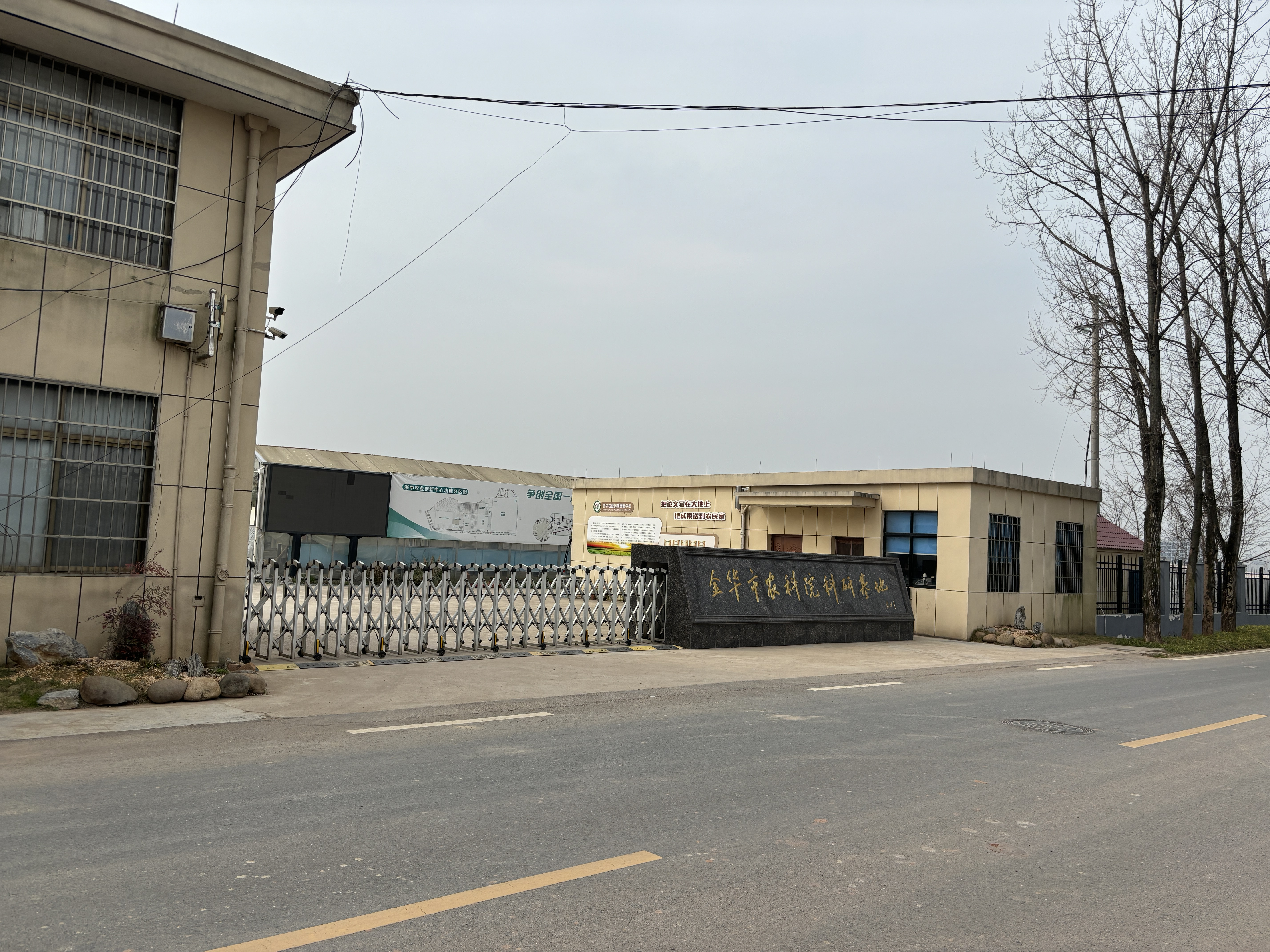
金华市农科院

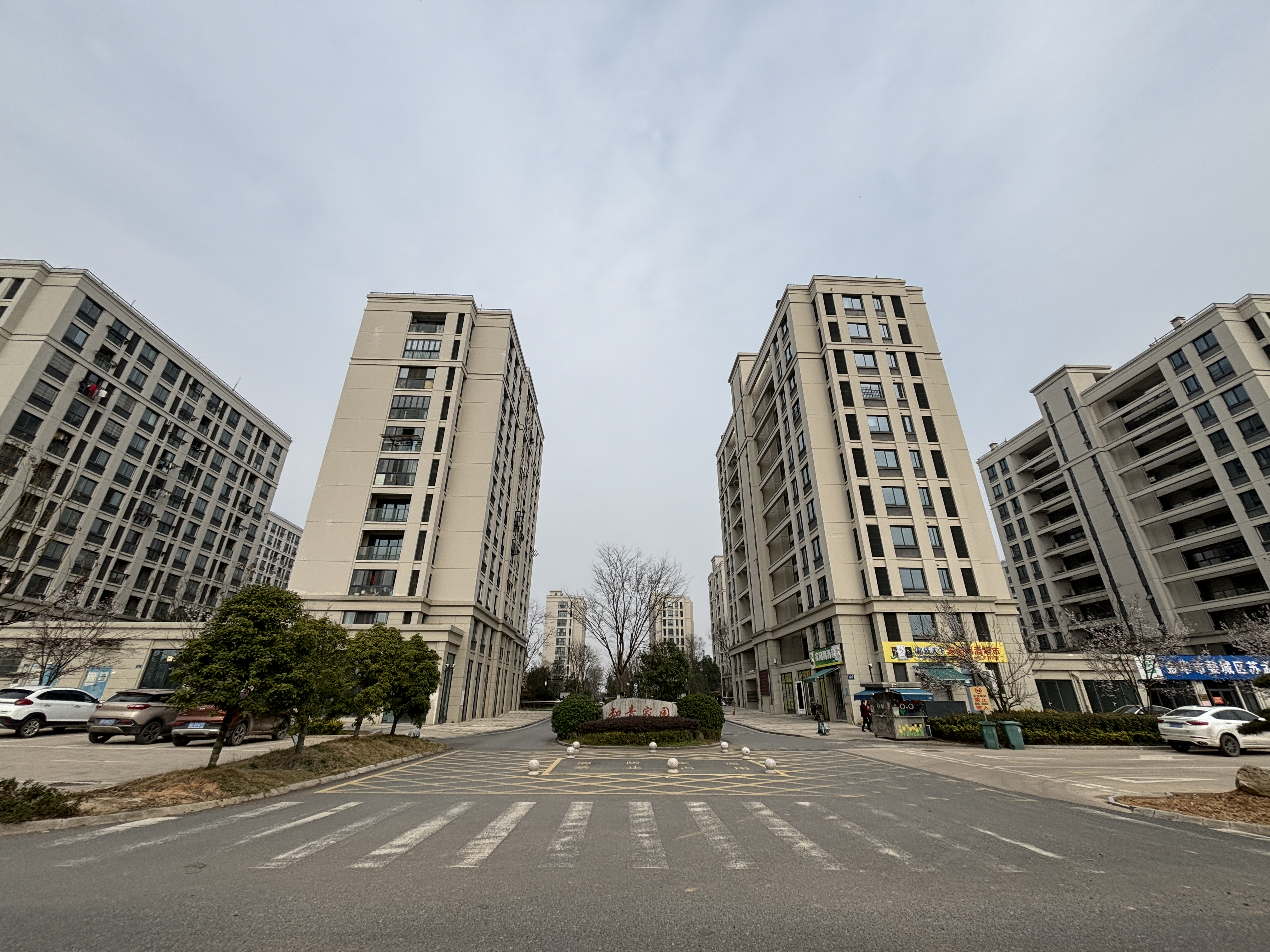
知青家园小区

2002年2月，以石门农场为中心的浙江金华婺南农业高科技园区由浙江省科技厅批复成立。农业园区以金华市农科院为实施主体和技术支撑，农业龙头企业、农业科技型企业为入驻配套。同年金华本地花卉种植公司万象公司生产基地搬迁至园区内，并于2007年建成万象花卉田园休闲俱乐部。2013年10月经中国科技部批复后成为国家级金华农业高新科技示范园区。园区总面积12.78万亩，按功能划分为核心区、示范区、辐射区。其中核心区1.08万亩、示范区2.5万亩、辐射区9.2万亩。
部分企业及个人在石门农场向外承包的土地上修建了设有封闭式围墙的庄园，被认为是违章建筑和私人会所。2014年金华市农业局联合金华市国土资源局和金华经济技术开发区“三改一拆”办公室协调后对农场内的“违章建筑”强拆。
2015年金华当地政府启动石门蓝镇项目，对农场设施进行统一旅游开发，涉及石门农场和苏孟乡8个村共约28.54平方公里，定位为“金华南山慢城后花园”。
2015年，金华市城建公司在农场四队地块建设小高层安置小区，以解决农场职工住房条件差的问题。2016年才正式动工，2018年底竣工，2019年初开始分配。安置小区在经过名字征集活动后被定名为“知青家园小区”。安置小区部分建筑在建成后出现质量问题，一些农场职工以安置小区未通过验收为由拒绝入住。
2021年9月，金华市石门农垦场改制为金华市石门农场发展有限公司，2022年1月与金华市石门蓝镇发展控股有限公司整合，5月进行资产重组后其100%股权由金华国资委无偿转至金华市城市建设投资集团，行政权归金华农业局。